# The Square (film, 2017)
Pour les articles homonymes, voir The Square.
Pour plus de détails, voir Fiche technique et Distribution.
The Square est une comédie dramatique suédo-germano-dano-française, écrite et réalisée par Ruben Östlund, sortie en 2017.
Sélectionné au Festival de Cannes 2017, le film y remporte la Palme d'or, remise par Juliette Binoche et le président du jury Pedro Almodóvar.

## Synopsis

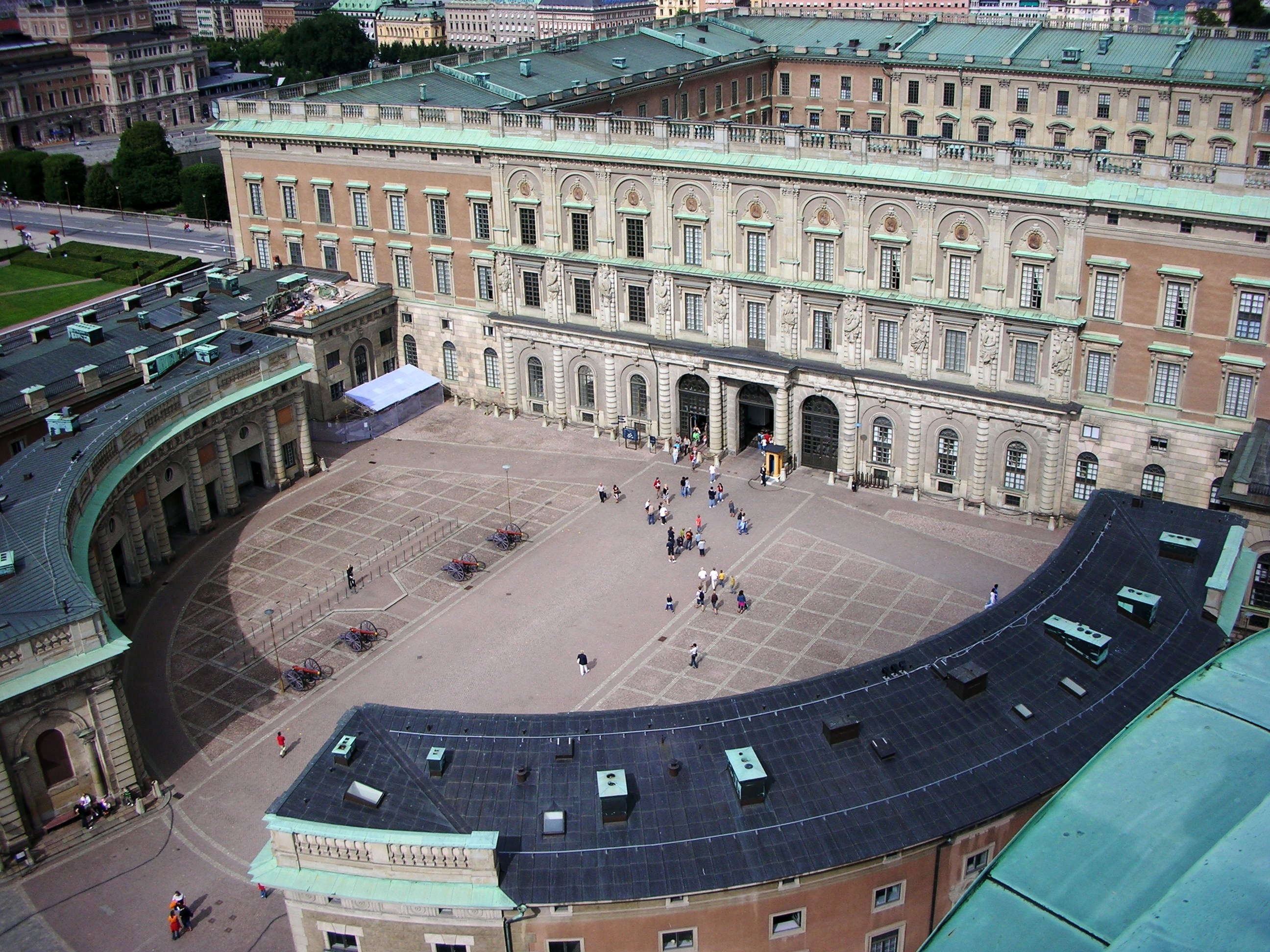
La place et le palais royal de Stockholm, qui devient le musée d'art moderne où débute le film.

Christian, père divorcé, est le conservateur d'un musée d'art contemporain installé dans le palais royal de Stockholm. Il prépare une exposition intitulée « The Square », simple carré à l'intérieur duquel les spectateurs seront appelés à être altruistes et à mieux prendre en compte les besoins des autres : « Le Carré est un sanctuaire de confiance et de bienveillance. En son sein, nous avons tous les mêmes droits et les mêmes devoirs. ». Or, après avoir lui-même aidé dans la rue une femme prétendant être attaquée, il constate qu'il s'agissait d'un piège : son téléphone, son portefeuille et ses boutons de manchette en or ont disparu. 
Bien que Christian soit un homme qui fasse l'aumône aux mendiants d'Europe centrale (deux Polonais, un Autrichien, un Allemand de l'Est), il est pris d'une forme de vengeance jubilatoire à leur égard. Avec l'un de ses adjoints, il parvient à suivre son téléphone à distance grâce à sa fonction de géolocalisation. Il détermine ainsi l'adresse de son voleur, un immeuble dans une cité de banlieue. Ils s'y rendent ensemble dans une voiture haut de gamme dont les haut-parleurs diffusent Genesis du groupe Justice. Christian glisse une lettre anonyme de menaces dans chacune des boîtes à lettres de l'immeuble, ce qui lui permet de récupérer peu après ses affaires.
L'affaire ne s'arrête pas là : un enfant immigré habitant l'immeuble, puni par ses parents le croyant responsable du vol, s'accroche à Christian en lui demandant des excuses. Christian retrouve d'ailleurs ses boutons de manchette qu'il avait en réalité égarés.
En parallèle, le vernissage approche : Anne, une journaliste américaine, l'interviewe sur les finalités et les devoirs affichés d'un musée d'art contemporain. Elle se rapproche de lui au cours de la soirée inaugurale de l'exposition. Ils finissent par coucher ensemble, mais Christian se sent déstabilisé par le comportement libre et féministe de la jeune femme. Par ailleurs, un homme atteint du syndrome de Gilles de La Tourette trouble le bon déroulement de la conférence inaugurale de l'artiste invité et célébré, Julian Gijoni. De plus, la soirée de gala organisée par Christian pour récolter des fonds tourne mal : l'artiste Oleg, censé imiter un gorille dans le cadre d'une performance artistique, va trop loin et fait peur aux convives.
Pendant ce temps, une agence de marketing a préparé la campagne de promotion de l'exposition « The Square ». Christian, trop préoccupé par son ressentiment et ses affaires personnelles, laisse publier sur YouTube une vidéo de promotion qu'il n'a même pas préalablement regardée. Or, cette vidéo, cherchant par tous les moyens à créer le « buzz », choque le pays entier par sa violence : on y voit une petite fille blonde, sans domicile fixe, exploser dans le carré en un terrible attentat.
Humilié, Christian finit par annoncer sa démission sous la pression du conseil d'administration du musée, présidé par une femme qui l'avait soutenu jusque-là.
La culpabilité l'assaille lors d'un spectacle de sa fille aînée et l'écoute des recommandations de l'entraîneur pédagogue. Il revient alors dans l'immeuble de banlieue, accompagné de ses deux filles dont il a la garde, afin de tout expliquer aux parents du garçon accusé à tort, mais ne les trouve pas.

## Fiche technique
- Titre original : The Square
- Réalisation et scénario : Ruben Östlund
- Photographie : Fredrik Wenzel
- Décors : Josefin Åsberg (en)
- Montage : Jacob Secher Schulsinger, Ruben Östlund
- Production : Erik Hemmendorff, Philippe Bober
- Sociétés de production : Plattform Produktion, Coproduction Office, Film i Väst
- Société de distribution : BAC Films (France)
- Budget : 5 millions d'euros
- Pays de production :  Suède,  Allemagne,  France,  Danemark
- Langues originales : suédois, danois, anglais
- Format : couleur — Dolby Digital
- Genre : comédie dramatique
- Durée : 142 minutes
- Dates de sortie :
  - France : 20 mai 2017 (Festival de Cannes) ; 18 octobre 2017 (sortie nationale)
  - Suède : 25 août 2017 (sortie nationale)
  - Belgique : 12 octobre 2017 (Festival du film de Gand) ; 18 octobre 2017 (sortie nationale)
  - Suisse romande : 18 octobre 2017 (sortie nationale)

## Distribution
- Claes Bang (VF : Arnaud Bedouët) : Christian Juel Nielsen, le conservateur du musée
- Elisabeth Moss (VF : Anna Sigalevitch) : Anne, la journaliste américaine
- Dominic West : Julian, l'artiste qui participe à une conférence
- Terry Notary : Oleg, l'homme « singe »
- Christopher Læssø (VF : Sandor Funtek) : Michael, le jeune collaborateur de Christian
- Marina Schiptjenko : elle-même
- Linda Anborg : Linda
- Annica Liljeblad (VF : Marie-Armelle Deguy) : Sonja
- Lise Stephenson Engström et Lilianne Mardon : les filles de Christian
- Daniel Hallberg : le publicitaire blond
- Matin Sööder : le publicitaire brun
- Elijandro Edouard : le petit garçon révolté
- John Nording : le chargé de comptes

## Production

### Genèse et développement
Le scénario du film prend appui et modèle sur une série d'expositions et d'événements artistiques, bien réels, qui ont eu lieu dans les musées suédois dans la décennie précédant la réalisation du film.
L'exposition « The Square » présentée dans le film s’inspire d'une installation similaire présentée en mai et juin 2015 par le réalisateur et son producteur Kalle Boman, dans le sud de la Suède, par le musée Vandalorum à Värnamo. Le personnage de Julian Gijoni est inspiré du peintre et cinéaste américain Julian Schnabel, ses œuvres par celles de Robert Smithson. Elles sont présentées dans l'espace du musée face à une œuvre du street artist américain Garry Winogrand. La scène de la performance du singe par Oleg est inspirée par celles du musicien punk américain GG Allin et par la performance de l'artiste russe Oleg Kulik qui, jouant le chien fou, a mordu le public lors d'une performance à Stockholm en 1996 qui fit scandale. Enfin, en mars 2015, un couple de Roms âgé de 26 et 28 ans ont été exposé durant deux heures comme œuvre d'art au musée d'art contemporain de Malmö, avec le message suivant : « Aujourd'hui vous n'êtes pas obligés de donner ».
La scène d'ouverture du film présente le démontage maladroit de la sculpture équestre de Charles XIV (Bernadotte) par Bengt Erland Fogelberg, pour être remplacé par un carré blanc de néon posé dans le sol. Située dans la réalité sur le Slussplan devant la façade sud du palais royal de Stockholm, la sculpture est virtuellement déplacée dans la cour intérieure du Palais, qui en devient le musée royal d'art moderne.
Le film se joue des contradictions dans et hors du musée entre l'individu isolé et le groupe, entre les comportements civilisés et agressifs, entre les bons sentiments affichés et les  passions tristes, entre le théorique et la pratique pour faire sourire ou créer l'angoisse.

### Attribution des rôles
- Terry Notary, l'acteur américain qui interprète Oleg, le personnage qui se comporte comme un singe, a été sélectionné à partir de son expérience de doublure cascades de Tim Roth (le chimpanzé en chef) dans La Planète des singes de Tim Burton (2001). Östlund l'a repéré après avoir tapé « acteur imitant un singe » sur un célèbre moteur de recherche puis en regardant la performance résultante[11].
- À l'occasion d'une interview sur France Culture[12], Ruben Östlund a déclaré qu'il avait envisagé les acteurs français Jean Dujardin ou Romain Duris pour incarner le personnage de Christian, le directeur du musée.

### Tournage
Le tournage s'est déroulé entre juin et octobre 2016 à Göteborg, Stockholm et Berlin.

### Musique
| 1.  | Genesis                                               | Justice                          | 3:54 |
| 2.  | Shinai                                                | Curbi                            | 3:18 |
| 3.  | Downbeat                                              | Jon Ekstrand, Carl-Johan Sevedag | 2:29 |
| 4.  | No Good (Extended Mix)                                | Fedde Le Grand & Sultan          | 5:17 |
| 5.  | Make Your Own                                         | Andreas Franck                   | 3:00 |
| 6.  | Run Amok                                              | Amok                             | 3:07 |
| 7.  | Chains                                                | Amok                             | 1:21 |
| 8.  | Party at the Castle ()                                | Claes Bang                       | 1:12 |
| 9.  | Orchestral Suite No. 3 in D Minor, BWV 1068: II. Aria | The Swingle Singers              | 3:19 |
| 10. | Improvisació 1                                        | Bobby McFerrin                   | 8:39 |

## Accueil

### Critique
En France, l'accueil critique est très mitigé : le site Allociné recense une moyenne des critiques presse de 3,2/5, et des critiques spectateurs à 3,4/5.
Pour Jacques Mandelbaum du Monde, « doté d'un sens de l'observation et de l'incongruité qui font souvent mouche, croquant en quelques traits cruels des personnages qu’il n'aime pas [...] Ruben Östlund accumule les scènes grinçantes mais ne parvient pas vraiment à installer un enjeu, ni une progression dramatique. Un même ressort anime la mécanique d’un film qui pourrait durer une heure de plus ou de moins sans réelle incidence. ».
Pour Didier Péron du Libération, « comme il le déclare dans une interview au Monde, Ostlund fait partie de cette galaxie de cinéastes qui travaillent exclusivement en vue de Cannes [..]. C’est ce qu'on appelle un plan de carrière, Ostlund, 43 ans, ayant probablement l'énergie, l'aplomb et un savoir-faire d'emballeur de haut vol suffisamment taillé au cynisme cool pour supplanter les vieillissants Lars von Trier et Michael Haneke, bientôt rangés au rayon des maîtres obsolètes. [...] Au fond, Ostlund est trop calculateur, didactique ou idéologue pour faire entrer dans son film cette part de vraie trivialité qui trahirait sa vulnérabilité, ses doutes, les failles qui rendraient du coup plus sympathique son insatiable besoin d'être reconnu et plébiscité par ce monde qu'il croit si aisément pouvoir encadrer dans une farce glacée. ».
Le film est nommé aux Oscars 2018 dans la catégorie Meilleur film en langue étrangère.

### Box-office
- France : 339 172 entrées[17]

## Distinctions

### Récompenses

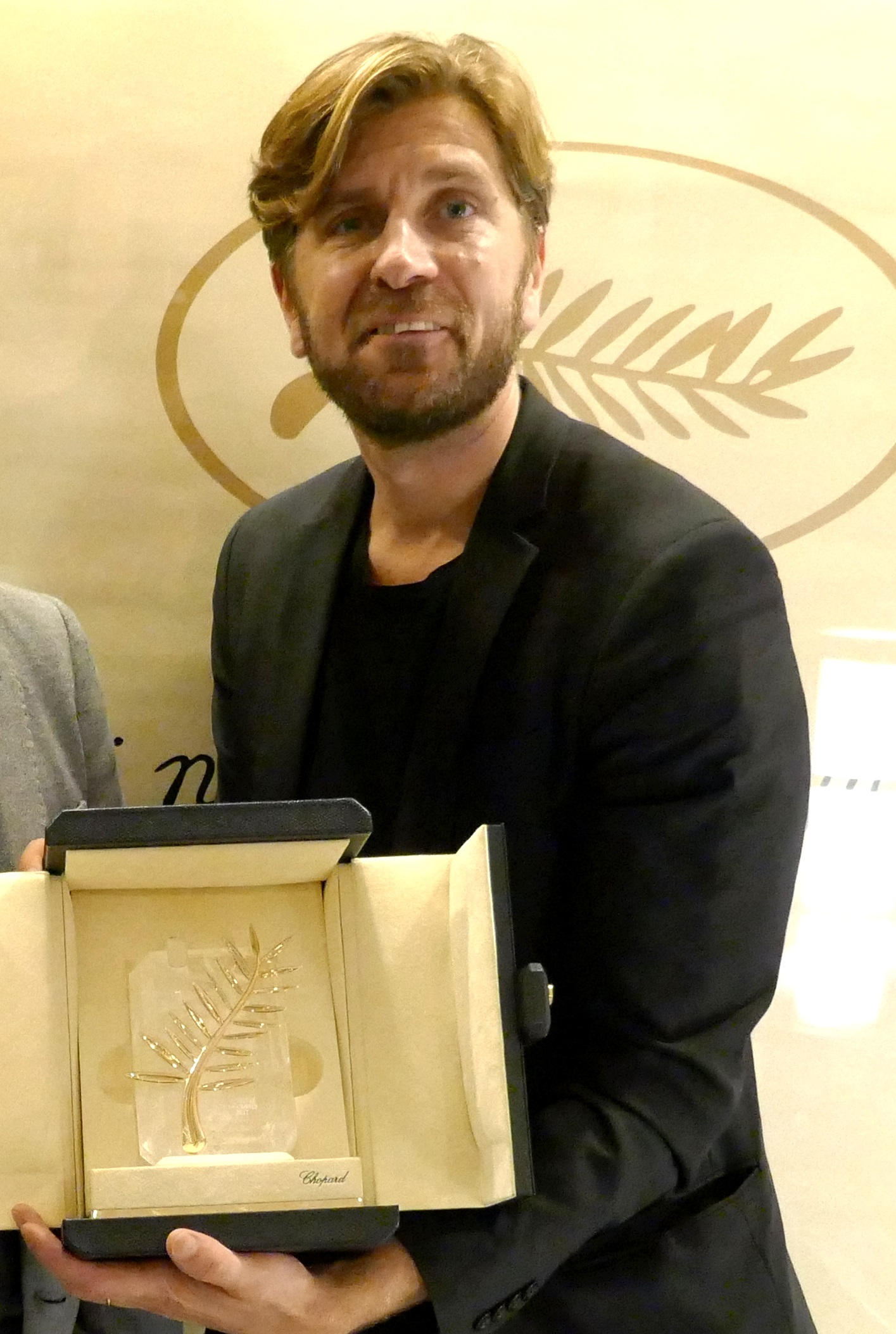
Le film obtient la palme d'or au Festival de Cannes 2017.

- Festival de Cannes 2017 : Palme d'or
- Prix du cinéma européen 2017 : meilleur film, meilleure réalisation, meilleur scénario, meilleur acteur, meilleure comédie, meilleure direction artistique.
- David di Donatello 2018 : Meilleur film de l'Union européenne
- Aux États-Unis et au Canada, le film gagne de nombreux prix de la critique à Chicago, Dallas, San Diego, Toronto, Vancouver ou encore Washington.

### Nominations
- Golden Globe du meilleur film en langue étrangère en 2018
- Oscar du meilleur film en langue étrangère en 2018[18]
- César du meilleur film étranger en 2018